# 武文賞
武文賞（越南语：／，越南語發音：[vɔ˦ˀ˥ van˧˧ tʰɨəŋ˧˩]；1970年12月13日—），越南政治人物，前越共中央政治局委員、越南國家主席，曾位居「四柱」之一。曾任越共中央書記處常務書記，越共中央宣教部部長，越共胡志明市委常務副書記，越共廣義省委書記，胡志明共青團中央常務書記、第一書記，越南青年聯合會主席等职，是第十四屆越南国会代表。他擁有哲學碩士學位和政治理論高級學位，曾經是越共歷史上最年輕的中央書記處書記，并且被視為越共中央總書記阮富仲的接班人選。

## 政治生涯
2004年11月至2006年10月，武文赏担任越共胡志明市委员会委员、胡志明市第十二郡党委书记。2006年4月当选越共第十届中央委员会候补委员。2006年10月当选胡志明共产主义青年团中央委员会常务书记，胡志明共产主义青年团中央委员会第一书记（2007年1月），越南青年联合会主席，越南国家青年委员会主任。
2011年1月至2014年4月，武文赏当选越共第十一届中央委员会委员、越共广义省委书记（2011年8月）。2011年起任越南第12、14屆國會代表。
2014年4月，武文赏转任越共胡志明市委常务副书记。2016年1月当选越共第十二届中央政治局委员、中央书记处书记。2016年2月至2021年1月，任越共中央政治局委员、中央书记处书记、中央宣教部部长，负责思想、文化、科教和对外通讯宣传工作，并兼任由阮富仲亲自领导的越共中央反腐指导委员会委员等。
2021年1月，武文赏当选越共第十三届中央政治局委员，是同届最年轻的委员，同年2月任中央书记处常务书记，负责党的内政、财政、经济、外交和民间外交工作等。
2023年3月2日，在第15届越南国会第四次特别会议上以487张赞成票（出席代表人数488名）当选为越南社会主义共和国主席，并于当天宣誓就职，党内排名晋升至第二位，仅次于越共中央总书记阮富仲。3月6日起不再兼任越共中央書記處常務書記，由越共中央组织部部长张氏梅接任。
2024年3月20日，武文赏因涉嫌违反党规，越共中央委員會接受他辭去國家主席、政治局委員以及中央委員等職務。2024年11月，越共中央政治局确认武文賞违反党纪党规，但因其患病，并未给予处分。2025年7月19日，他被解除黨內一切職務。